# Fluturii
Fluturii (în poloneză Motyle) este un film polonez din 1973, regizat de Janusz Nasfeter⁠(d). Acțiunea filmului urmărește un grup de copii de 12 ani, care trăiesc speranțele și dezamăgirile primei iubiri.

## Rezumat
Edek, un băiat în vârstă de doisprezece ani, pleacă în vacanță la mătușa sa de la țară, Hela, care locuiește într-o casă aflată pe malul unui lac. Acolo întâlnește un grup de copii de vârsta lui, inclusiv o fată drăguță pe nume Monika, care locuiește în cabana vecină. Edek se îndrăgostește de Monika și încearcă să se apropie de ea; cei doi copii merg la plajă și se plimbă împreună prin pădure, timp în care Monika îi citește scrisori trimise de mama ei prin care o anunță că vor pleca în curând împreună pentru a-l vizita pe tatăl ei, care lucrează în Sudan. Prietenii lui Alek devin invidioși, iar Honorka, fata mătușii Hela, dă semne de gelozie.
Într-una din zile, o familie înstărită sosește în localitate și-și opresc mașina în apropierea casei mătușii Hela. Fiul lor, Alek, se comportă arogant cu Edek și cu tovarășii săi. Relația Monikăi cu Edek se încheie atunci când fata, captivată de mașină și eleganța noilor veniți, începe să petreacă tot mai mult timp în preajma lor. Honorka, care este îndrăgostită de Edek, îi dezvăluie secretul Monikăi: părinții ei au abandonat-o și ea a crescut singură într-un internat. Disperată că secretul ei a devenit cunoscut, Monika fuge din localitate, abandonând tot ceea ce avea ea mai de preț: visele ei.

## Distribuție
- Roman Mosior⁠(d) — Edek, un băiat de 12 ani, nepotul mătușii Hela
- Bożena Fedorczyk⁠(d) — Monika, o fată drăguță din vecinătate
- Grażyna Michalska⁠(d) — Honorka, fata mătușii Hela
- Piotr Szczerkowski — Alek, un băiat provenit dintr-o familie înstărită
- Bogdan Izdebski⁠(d) — Bogdan, un băiat din vecinătate
- Krzysztof Sierocki — Lolek, fratele lui Bogdan
- Andrzej Boczula — Jarek, fratele Honorkăi
- Jolanta Bohdal⁠(d) — mama lui Alek
- Ilona Stawińska⁠(d) — Hela, mama Honorkăi și a lui Jarek, mătușa lui Edek
- Mieczysław Czechowicz⁠(d) — Mietek, soțul mătușii Hela
- Janusz Nasfeter⁠(d) — tatăl lui Alek
- Tadeusz Schmidt⁠(d) — șoferul de camion

## Producție
Fluturii a fost realizat de compania Zespół Filmowy Iluzjon⁠(d). Filmările au avut loc în anul 1972 în împrejurimile orașului Augustów. Filmul a fost realizat pe peliculă color, cu o lungime de 2261 m, și are o durată de 79 de minute.

## Premii
Filmul a fost distins cu mai multe premii:
- Premiul Prim-Ministrului pentru creații pentru copii (1972);
- Premiul special al juriului în cadrul Lubuskie Lato Filmowe⁠(d) de la Łagów⁠(d) (1973) pentru „unitatea artistică a valorilor poetice și moral-educaționale”;
- „Capra de Aur” (Złote Koziołki) la Festivalul Internațional de Film pentru Tineret „Ale Kino!” de la Poznań (1973);
- Statueta de Aur la Festivalul Internațional de Film pentru Copii de la Teheran (1973);
- Premiul Casei de Cultură Karadzicz la Festivalul Internațional de Film „FEST” de la Belgrad (1975) pentru Bożena Fedorczyk⁠(d) și Grażyna Michalska⁠(d).[2]